# 신소향
신소향(1992년 4월 13일 ~ )은 대한민국의 레이싱 모델이다.

## 학력
- 부산경상대학교 항공비서과

## 경력

### 레이싱모델 경력
- 2018년 - 서울오토살롱 루마썬팅 포즈모델
- 2017년 - 오토모티브위크 OXK 포즈모델
- 2017년 - 서울모터쇼 킴코바이크 포즈모델
- 2017년 - 부산국제보트쇼 포즈모델
- 2016년 - 서울오토살롱 레이싱모델
- 2016년 - 부산국제보트쇼 포즈모델
- 2015년 - 오토모티브위크 포즈모델
- 2015년 - 넥센타이어 스피드레이싱 레이싱모델

## 수상
- 2017년 - 제2회 퍼니걸즈 어워즈 레이싱모델 베스트 아이콘상 수상
- 2022년 - 제15 2022 대한민국 베스트브랜드 어워즈 레이싱모델 부문 수상